# Face 2 fAKE

## 활동 이력
Face 2 fAKE는 1995년 Achilles Damigos와 Oh!Be가 결성한 일본 최초의 음악 프로듀서 전담 유닛으로,  1996년부터 SMAP, KinKi Kids, V6 등의 아티스트와 협업하며 차트 상위권에 오른 곡들을 다수 제작하였다.
2000년대 초반부터는 영상 음악으로 활동 영역을 넓혔으며,  TV 애니메이션 《진 여신전생 데빌 칠드런》(2000)의 사운드트랙을 시작으로,  《트레인맨》(2005), 《갤러리 페이크》(2005) 등 다수의 드라마와 애니메이션 음악을 작곡하였다.
2001년에는 후지TV 드라마 《뜻밖의 결혼》에서 삽입곡 〈Your Eyes Only〉를 작곡하며 EXILE의 첫 히트를 이끌었다.  그 이후에도 《루팡의 딸》(2019~2021), 《오케하자마: 오다 노부나가의 부상》(2021), NHK 드라마 《배를 엮다》(2022) 등의 음악을 맡았다.
2019년 《날아라 사이타마》의 음악을 제작해 일본 아카데미상 우수 음악상을 수상했으며,  2024년에는 《세포들의 일》 실사 영화판의 음악을 담당, 약 63억 엔의 흥행 수익을 기록하며 2025년 다시 같은 상을 수상하였다.
Face 2 fAKE는 Achilles Damigos와 Oh!Be에 의해 1994년에 결성되었으며, 일본 최초의 전업 음악 프로듀서 유닛으로 평가받는다.  공식적인 프로 경력은 1995년에 시작되었으며, 이듬해인 1996~1997년에는 SMAP 및 다카하시 리나의 싱글 작곡으로 주목을 받으며 J-POP 업계에 자리 잡았다.
당초 음반 제작에 집중하던 이들은 이후 영화 및 드라마 음악 작곡으로 영역을 확장하였으며,  2000년 애니메이션 《진 여신전생 데빌 칠드런》의 사운드트랙이 영상 음악 데뷔작이었다.
1990년대 후반에서 2000년대 초반까지 SMAP, KinKi Kids 등 유명 J-POP 아티스트들과의 협업을 이어갔으며,  2001년에는 후지TV 드라마 《뜻밖의 결혼》의 삽입곡 〈Your Eyes Only〉(EXILE 노래)를 작곡하며  EXILE의 첫 상업적 성공에 기여하였다.
2000년대와 2010년대에는 《갤러리 페이크》(2005), 《루팡의 딸》(2019, 2020), 영화판(2021),  NHK 드라마 《배를 엮다》(2022) 등 다양한 작품의 음악을 맡았다.
2019년 영화 《날아라 사이타마》의 음악을 제작하며 일본 아카데미상 우수 음악상을 수상하였고,  2023년 속편 《날아라 사이타마: 비와호에서 온 사랑》도 이어서 작업하였다.  2024년에는 워너 브라더스 재팬이 제작한 실사 영화 《세포들의 일》의 음악을 맡았으며,  영화는 약 63억 엔(미화 약 4천만 달러)의 흥행을 기록하며, 2025년에도 동일한 상을 수상하였다.

## 구성원
- Achilles Damigos – 작곡가, 편곡가, 프로듀서. 그리스-이탈리아계 아버지와 일본인 어머니 사이에서 아테네에서 태어났다. 도쿄의 쇼비대학(尚美학원대학)에서 현대 음악 작곡을 전공하였다. 클래식, 재즈, 일렉트로닉을 융합한 크로스오버 스타일과 오케스트레이션, 지휘 작업으로 잘 알려져 있다.

- Oh!Be (오바 요시미쓰, Yoshimitsu Oba) – 작곡가, 편곡가, 프로듀서. 도쿄 출신. 샹송과 성가 음악에 뿌리를 두고 있으며, 10대 시절부터 작곡을 시작하였고 유명 작곡가 츠츠미 쿄헤이의 지도를 받았다. 광고 음악 및 애니메이션 음악에서도 활약하고 있다.

## 음악 스타일
Face 2 fAKE의 음악은 영화적 오케스트레이션과 리드미컬한 팝 요소, 전자음향을 결합한 것이 특징이다.  감성적인 멜로디, 복잡한 편곡, 그리고 어쿠스틱 악기와 디지털 프로덕션을 융합한 하이브리드 사운드 디자인으로 잘 알려져 있다.  그들의 스타일은 멜로디 중심적이면서도 심포닉하고 드라마틱하다는 평가를 받으며,  작품의 분위기와 템포에 맞춰 음악이 유기적으로 구성되는 점이 특징이다.

## 디스코그래피

### 애니메이션
| 제목                    | 연도   | 비고                    |
| ----------------------- | ------ | ----------------------- |
| 진 여신전생 데빌 칠드런 | 2000년 | 오프닝 테마             |
| 갤러리 페이크           | 2005년 | TV 도쿄 방영 애니메이션 |

### 텔레비전 드라마
| 제목                             | 연도   | 방송사 |
| -------------------------------- | ------ | ------ |
| 뜻밖의 결혼 (できちゃった結婚)   | 2001년 | 후지TV |
| 전차남                           | 2005년 | 후지TV |
| 붓센 (불교계 고등학교 드라마)    | 2013년 | TBS    |
| 배를 엮다                        | 2022년 | NHK    |
| 오케하자마: 오다 노부나가의 부상 | 2021년 | 후지TV |
| 히스토리 디텍티브                | 2021년 | NHK    |

### 영화
| 제목                                | 연도   | 배급사             |
| ----------------------------------- | ------ | ------------------ |
| 우에시마 제인: 비욘드               | 2014년 | Pony Canyon        |
| 손에 손잡고 집으로: 비욘드 샹그릴라 | 2016년 | KATSUDO            |
| 날아라 사이타마                     | 2019년 | 도에이(東映)       |
| 루팡의 딸: 더 무비                  | 2021년 | 도에이(東映)       |
| 날아라 사이타마: 비와호에서 온 사랑 | 2023년 | 도에이(東映)       |
| 도쿠가와 이에야스가 총리였다면?     | 2024년 | 도호(東宝)         |
| 세포들의 일 (실사 영화)             | 2024년 | 워너 브러더스 재팬 |

## 기타 음악
| 연도   | 제목                                | 유형           | 비고               |
| ------ | ----------------------------------- | -------------- | ------------------ |
| 2000년 | 진 여신전생 데빌 칠드런             | 애니메이션 OST | 첫 영상 음악 작업  |
| 2005년 | 갤러리 페이크                       | 애니메이션 OST | TV 도쿄 방영       |
| 2019년 | 날아라 사이타마                     | 영화 OST       | 도에이(東映)       |
| 2019년 | 루팡의 딸                           | 드라마 OST     | 후지TV             |
| 2021년 | 루팡의 딸: 더 무비                  | 영화 OST       | 도에이(東映)       |
| 2022년 | 배를 엮다                           | 드라마 OST     | NHK                |
| 2023년 | 날아라 사이타마: 비와호에서 온 사랑 | 영화 OST       | 도에이(東映)       |
| 2024년 | 세포들의 일                         | 영화 OST       | 워너 브러더스 재팬 |

### 아티스트 제공 작품 (일부 발췌)
| 연도   | 아티스트             | 곡명                                                  | 역할       | 레이블               |
| ------ | -------------------- | ----------------------------------------------------- | ---------- | -------------------- |
| 1997년 | SMAP                 | Fool On The Hill                                      | 작곡       | Victor Entertainment |
| 1997년 | SMAP                 | Peace!                                                | 작곡       | Victor Entertainment |
| 1998년 | KinKi Kids           | Border Line                                           | 작곡, 편곡 | J Entertainment      |
| 2000년 | SMAP                 | Let It Be                                             | 작곡, 편곡 | Victor Entertainment |
| 2000년 | KinKi Kids           | We'll Figure It Out                                   | 작곡, 편곡 | J Entertainment      |
| 2000년 | KinKi Kids           | LOVE SICK                                             | 작곡, 편곡 | J Entertainment      |
| 2000년 | V6                   | MY DAYS                                               | 작곡, 편곡 | avex trax            |
| 2001년 | EXILE                | Your Eyes Only                                        | 작곡, 편곡 | rhythm zone          |
| 2001년 | Skoop On Somebody    | Sha la la                                             | 작곡, 편곡 | SME Records          |
| 2002년 | Skoop On Somebody    | a tomorrow song                                       | 작곡, 편곡 | SME Records          |
| 2002년 | 시마타니 히토미      | 부드러운 키스를 찾으며 (Come trovare un bacio tenero) | 작곡       | avex trax            |
| 2003년 | 아라시 (Arashi)      | 15th Moon                                             | 작곡, 편곡 | J Storm              |
| 2003년 | BoA                  | Searching for Truth                                   | 작곡, 편곡 | avex trax            |
| 2004년 | BoA                  | LOVE & HONESTY                                        | 작곡, 편곡 | avex trax            |
| 2006년 | Foxxi misQ           | Tha F.Q's Style feat. JiN                             | 작곡, 편곡 | R&C                  |
| 2007년 | Foxxi misQ           | ULTIMATE GIRLS                                        | 작곡, 편곡 | R&C                  |
| 2008년 | Foxxi misQ           | LAST CHRISTMAS                                        | 편곡       | R&C                  |
| 2009년 | 슈퍼노바 (음악 그룹) | Hikari                                                | 작곡, 편곡 | Universal J          |
| 2019년 | Foxxi misQ           | GOOD RULE                                             | 작곡, 편곡 | R&C                  |
| 2020년 | TEAM SHACHI          | JIBUNGOTO                                             | 작곡, 편곡 | Warner Music Japan   |
| 2025년 | Da-iCE               | FUNTASISTA                                            | 작곡, 편곡 | avex trax            |

그 외에도 애니메이션, 예능 프로그램, 다양한 영상 콘텐츠의 주제가 및 삽입곡을 다수 편곡하였다

### 무대 및 광고 음악
- 요시모토 코교 주식회사의 무대 공연 음악을 작곡하였으며, LIVE STAND 2022의 오프닝 테마를 포함한다.
- NTT, 맥도날드 재팬, Victor, ANA, 아사히, 시세이도 등 다양한 브랜드의 광고 음악을 작곡하였다.

### 수상 경력
- 2020년 – 영화 《날아라 사이타마》로 일본 아카데미상 우수 음악상 수상[7]
- 2025년 – 영화 《세포들의 일》로 일본 아카데미상 우수 음악상 수상[8]